# Певачица (2. сезона)
Друга сезона драмске ТВ серије Певачица је емитована од 19.децембра 2023 године до 3. јануара 2024. године на Суперстар ТВ и састоји се од 12 епизода.

## Радња
Друга сезона великим делом се одвија у 1878. години када и настају грехови главних јунака који ће их пратити кроз вечност. За неке су и сами били криви, а неки су последица грехова њихових предака чији се крст довека носи.
У савременом делу приче, упознајемо популарног певача Локија, ког радозналост и жеља да се умеша у судбину, воде у велике невоље. И док Локи плаћа цену своје лаковерности и својих жеља, инспектор Раде је фокусиран на претходна убиства на естради чија се истрага нажалост не завршава због нових жртава.
Само један човек може да му помогне, али њега нема нигде - Бојан.
У потрази за одговорима, Раде ће морати да се суочи са сопственим демонима.

## Улоге

### Главне
- Игор Ђорђевић као инспектор Раде Иванчевић
- Јелена Мур као Емилија Младеновић
- Златан Видовић као Бојан Ћупић
- Миодраг Драгичевић као Димитрије
- Милица Тодоровић као Даша
- Вук Костић као нумеролог Вања Исаковић
- Марко Јанкетић као Локић "Локи"
- Наташа Нинковић као гатара Влајна Ћупић
- Страхиња Блажић као инспектор Пекић
- Бранка Пујић као Вера Лазић
- Исидора Минић као Анђелка Младеновић
- Изудин Бајровић као Црни Маг Ћупић
- Татјана Кецман као видовњакиња
- Богдан Богдановић као Јелке
- Никола Пејаковић Коља као Драгоје/човек с' псом
- Милош Тимотијевић као Влада крчмар
- Јована Стипић као крчмарица Оливера
- Јана Бјелица као крчмарица Маја

### Епизодне
- Ана Томић - секретарица Сања
- Оливера Викторовић - Роса
- Зорана Бечић Ђорђевић - пророчица Божидарка Стојановић "Божана"
- Дејан Дедић - Данило
- Хелена Буцало - Емилија девојчица
- Славиша Чуровић - инспектор
- Милош Анђелковић - Дејан
- Дара Џокић - Милена
- Филип Куч - Јован
- Владимир Јоцовић - фотограф
- Дејан Тончић - Жељко
- Радомир Николић - продуцент
- Вања Јовановић - Оливерина рођака
- Огњен Амиџић
- Бранко Јеринић - Јанко поп
- Владан Дујовић - форензичар Милошевић
- Душан Јовић - др Настасић
- Душан Радојичић - Бранислав Димић "Бане"
- Андреј Јемцов - болничар
- Наташа Остојић - Кика
- Наташа Дракулић - видовита Клитемнестра
- Мирослав Жужић - Нићифор
- Јована Филиповић Јелић - полицајка
- Андрија Шушић - полицајац
- Јован Петровић - полицајац
- Ненад Радовић - полицајац
- Александар Петровић Колебанац - полицајац возач
- Дафина Достанић - Дафина
- Теодор Винчић - тип у тоалету
- Наташа Миовчић - риба
- Владислава Ђорђевић - нова муштерија
- Хана Јапунџић - жена
- Горан Поповић - келнер
- Ђорђе Петровић - обезбеђење
- Сара Миловановић - пр полиције
- Андриана Ђорђевић - жртва
- Лука Пиљагић - просјак
- Дара Ранчић - продавачица на трафици
- Марко Трифуновић - телохранитељ Савановић
- Раде Панић - Локијев телохранитељ
- Ален Гарић - Локијев телохранитељ
- Еско Цамовић - пијанац
- Алекса Бајић - студент
- Владимир Абрамовић - лекар 2
- Милош Кувекаловић - бесни возач
- Ивана Маринковић - шминкерка
- Романа Царан - жена у крчми
- Слободан Ристић - наркоман

## Епизоде
| Бр. у серији | Бр. у сезони | Назив        | Редитељ       | Сценариста                                           | Премијерно емитовање |
| --- | ------------ | ------------ | ------------- | ---------------------------------------------------- | -------------------- |
| 13 | 1            | Идемо даље   | Игор Ђорђевић | Наташа Дракулић, Предраг Антонијевић и Игор Ђорђевић | 19. децембар 2023.   |
| Влајнина мајчинска љубав лечи Бојана физички али она плаћа превелику цену својих грехова. Он опет одлази ношен својим немирима и нејасним осећајем да му је она прећутила још нешто и до сада, иако ће се морати скривати, мора ићи до краја да сазна истину. Упознајемо популарне певаче Локија и Дашу који одлазе код видовњакиње из забаве али она искусно намирише нове жртве. У њеној кући сада живи Емилија. Раде наставља истрагу убистава из претходне сезоне иако његов помоћник Пекић слути да му Раде нешто крије... |              |              |               |                                                      |                      |
| 14 | 2            | Истрага      | Игор Ђорђевић | Наташа Дракулић, Предраг Антонијевић и Игор Ђорђевић | 20. децембар 2023.   |
| Пронађени леш Иваниног менаџера Марка полицији доноси нове правце у истрази али изазива и нови страх на естради. Даша се нарочито боји и љути на Локија који све то олако схвата и опседнут је само нумерологом Вањом. Док је њена породица забринута за њу и алармира полицију и Радета, Емилија као да се буди из тешког сна. Димитрије је заљубљен у њу, његова мајка му помаже да Емилија ту остане иако није за ту везу. Бојан се враћа у Београд, Јелке је једина адреса коју има...                                      |              |              |               |                                                      |                      |
| 15 | 3            | Емилија      | Игор Ђорђевић | Наташа Дракулић, Предраг Антонијевић и Игор Ђорђевић | 21. децембар 2023.   |
| Кућа у којој је убијена Маца отвара Бојану нова још тежа сећања која самом себи не може објаснити, али зна да своју потрагу мора провести до краја. Локи испуњава Магове захтеве и још увек му је све само игра Пекић наставља са истрагом, проналази Емилију али на њега највећи дојам ипак оставља певачица Даша. Радетов одлазак код Влајне појачава осећај да је пре овог живио и неки други живот и да је нешто у њему било лоше...                                                                                        |              |              |               |                                                      |                      |
| 16 | 4            | Хапшење      | Игор Ђорђевић | Наташа Дракулић, Предраг Антонијевић и Игор Ђорђевић | 22. децембар 2023.   |
| Полиција успева лоцирати Банета као првог на Радетовој листи осумњичених за сва убиства иако Пекић има друго мишљење. Бојан наставља са својом истрагом, проналази Драгоја, Мациног бившег мужа. Локи наставља своју игру око Вање, поносан је на себе. Не зна да то ипак није игра. И док се одвија полицијска акција хапшења Банета, Радету се појављују слике неке сличне ситуације из неког другог времена и другог живота.                                                                                                 |              |              |               |                                                      |                      |
| 17 | 5            | Решен случај | Игор Ђорђевић | Наташа Дракулић, Предраг Антонијевић и Игор Ђорђевић | 25. децембар 2023.   |
| Раде сазива велику прес конференцију на којој објављује име убице људи са естраде иако се Пекић не слаже с тим. Док Емилија пева своју прву песму и заводи све око себе, видовњакиња након Радетове посете постаје свесна опасности које доноси у њихову кућу. Као што је можда касно за Локија ком се догађају чудне ствари да не успевају ни сви Дашини покушаји да му помогне. А и она има своје тајне. |              |              |               |                                                      |                      |
| 18 | 6            | Преокрет     | Игор Ђорђевић | Наташа Дракулић, Предраг Антонијевић и Игор Ђорђевић | 26. децембар 2023.   |
| Раде покушава сазнати нешто више о тајанственој Влајни али људи ћуте, преплашени и узнемирени. Видовњакиња покушава одвратити сина од Емилије али за њега већ је касно. Емилија одбацује своју породицу и само граби ка свом циљу. Једино Раде не наседа на њен шарм и самоувереност и даје нови задатак Пекићу. Локијев живот се потпуно преокреће. |              |              |               |                                                      |                      |
| 19 | 7            | Бојан        | Игор Ђорђевић | Наташа Дракулић, Предраг Антонијевић и Игор Ђорђевић | 27. децембар 2023.   |
| Бојану је јасно да сам више не може изаћи на крај са својим демонима. Алкохол му отвара нове халуцинације или можда то оне ипак нису. Кад замало почини и убиство, зна да може покуцати на само још једна врата. Док је Вања у врхунцу медијске пажње јер је јавно погодио убицу естрадних личности, несвестан и да непријатељи знају за освету; Локијев живот постаје шизофрен и губи компас шта је стварност а шта сан или лудило...                                                                                          |              |              |               |                                                      |                      |
| 20 | 8            |              | Игор Ђорђевић | Наташа Дракулић, Предраг Антонијевић и Игор Ђорђевић | 28. децембар 2023.   |
| Емилија је захвална Локију за све што је направио за њену певачку каријеру, очекује се и први наступ. Бојанова и Радетова потрага за Црним Магом доводи их до ного разних и чудних ликова из езотерије. Бојану је лакше од кад је са Радетом и као да су његови демони на тренутак утихнули али ђаво никад не спава... |              |              |               |                                                      |                      |
| 21 | 9            |              | Игор Ђорђевић | Наташа Дракулић, Предраг Антонијевић и Игор Ђорђевић | 29. децембар 2023.   |
| Емилији је свет под ногама. Видовњакиња више нема начин да се бори против ње а Димитријева заљубљеност и опчињеност њоме је све већа и већа. Свако зло које се ради другим врати се вишеструко а нажалост најчешће невинима. Локи се више не може сетити зашто је тако очајнички хтео Вањину љубав. |              |              |               |                                                      |                      |
| 22 | 10           |              | Игор Ђорђевић | Наташа Дракулић, Предраг Антонијевић и Игор Ђорђевић | 1. јануар 2024.      |
| Док се у свету познатих и славних ређају скандали, једино новинари уживају. Емилија дефинитивно завршава са својом биолошком породицом и полако схвата да ни слава, каријера ни успех - никада нису били прави циљ. У прошлом животу му је била близу а у овом му се приближава иако то још не зна... |              |              |               |                                                      |                      |
| 23 | 11           |              | Игор Ђорђевић | Наташа Дракулић, Предраг Антонијевић и Игор Ђорђевић | 2. јануар 2024.      |
| Бојан и Раде не одустају од потраге за Црним Магом иако је Раде и даље пун неповерења према Бојану. Пекић диже руке од Радета свестан да га је сво време лагао. Једино лепо што му се десило у задње време била је Даша. Даша више не зна шта да ради са Локијем - он је потпуно изгубио све компасе... |              |              |               |                                                      |                      |
| 24 | 12           |              | Игор Ђорђевић | Наташа Дракулић, Предраг Антонијевић и Игор Ђорђевић | 3. јануар 2024.      |
| Локи збуњен од свега у Даши почиње видети непријатеља. Сви трагови до којих Раде и Бојан долазе воде ка Црном Магу. Само Бојан мора то извести сам и издаје Радета. Све из њихове прошлости је сада дошло на наплату... |              |              |               |                                                      |                      |